# Jeff-Denis Fehr
Jeff-Denis Fehr (* 8. September 1994 in Stolberg) ist ein deutscher Fußballspieler.

## Karriere
Fehr begann seine aktive Karriere als Fußballspieler in der Jugend bei Alemannia Aachen und dem SV Rott. Im Jahr 2013 wechselte er in die Regionalliga Nord zum BSV Rehden. Dort brachte er es auf 59 Pflichtspieleinsätze, in denen er fünf Tore erzielte. Fehr nahm hierbei auch mit Rehden an der 1. Runde des DFB-Pokals 2014/15 gegen den damaligen Zweitligisten VfR Aalen teil, schied aber nach Elfmeterschießen aus. Möglich wurde die Teilnahme am nationalen Vereinspokal durch den Gewinn des Niedersachsenpokals in der Vorsaison 2013/2014. Fehr erfuhr in diesem Wettbewerb jener Spielzeit zusammen drei Einsätze und wurde im Finale gegen die Freie Turnerschaft Braunschweig (2:1) in der 90. Minute eingewechselt.
Ab dem 1. August 2016 schloss sich Jeff-Denis Fehr dem Drittligisten Hansa Rostock an. In der 1. Runde des DFB-Pokals 2016/17 kam er dort gegen den Zweitligisten Fortuna Düsseldorf zu seinem ersten Pflichtspieleinsatz, schied jedoch erneut in der ersten Runde aus dem Wettbewerb aus. Zu seinem ersten Ligaeinsatz für die Hanseaten kam Fehr am 5. Spieltag der Drittligasaison 2016/17 in der 64. Minute gegen den FSV Frankfurt, sein Startelfdebüt gab er am 17. September (7. Spieltag) gegen Lotte (1:3). Fehr gewann mit Hansa Rostock den Landespokal Mecklenburg-Vorpommerns 2016/17 im Finale gegen den MSV Pampow (3:1). Hierbei gelang es Fehr das entscheidende Tor für die Kogge zu erzielen. In der Drittligasaison 2017/18 kam Fehr unter Trainer Pavel Dotchev nur selten zu Einsätzen. Spielpraxis erhielt er vorwiegend bei der zweiten Mannschaft. Ohne wirkliche Perspektive kündigte sich ein Wechsel in der Winterpause an.
Im Januar 2018 wurde schließlich der Wechsel zur SG Sonnenhof Großaspach bekanntgegeben. Nach zehn Ligaeinsätzen in der Rückrunde für Großaspach und nur weiteren vier in der Saison 2018/19 wurde sein Vertrag im Sommer 2019 vereinsseitig nicht mehr verlängert. Anfang Februar 2020 erhielt der Mittelfeldspieler nach mehrmonatiger Vereinslosigkeit einen Vertrag bei seinem in der Regionalliga West spielenden Ausbildungsverein Alemannia Aachen. Im Juli 2020 wechselte er zum Ligakonkurrenten Wegberg-Beeck. Zwei Jahre später stieg er mit Wegberg-Beeck aus der Regionalliga ab und wechselte zum SV Rödinghausen. Nach zwei Jahren in Rödinghausen schloss er sich dem zuvor in die Regionalliga West aufgestiegenem KFC Uerdingen 05 an. Im Sommer 2025 wechselte er zum Wuppertaler SV.

## Titel und Erfolge
BSV Rehden
- Landespokalsieger Niedersachsen: 2014

Hansa Rostock
- Landespokalsieger Mecklenburg-Vorpommern: 2017